# Plan dziewięć z kosmosu
Plan dziewięć z kosmosu (ang. Plan 9 from Outer Space) – amerykański film, horror science-fiction z 1959 roku, w reżyserii Eda Wooda. Premiera filmu miała miejsce w lipcu 1959.
Pierwotnie film miał nazywać się Hieny cmentarne z przestrzeni kosmicznej. Plan dziewięć z kosmosu jest uważany za jeden z najgorszych filmów na świecie. Swoją ostatnią rolę zagrał tu Béla Lugosi, który zmarł na początku zdjęć.

## Opis filmu
Małe miasteczko mierzy się z nalotami UFO. Mieszkańcy zaczynają obserwować cmentarz, na którym lądują statki kosmiczne. Jak okazuje się, kosmici pragną wskrzeszać umarłych, aby zapanować nad ich umysłami. Jednocześnie obcy pragną zabić wszystkich żywych ludzi dla ich dobra.

## Obsada
- Gregory Walcot – Jeff Trent
- Mona McKinnon – żona Trenta
- Duke Moore – porucznik John Harper
- Tor Johnson – inspektor Clay
- Dudley Manlove – Eros
- Joanna Lee – Tanna
- Lyle Talbot – generał Roberts
- John Breckinridge – Władca
- Béla Lugosi – ghul z zasłoniętą twarzą
  - Tom Mason – ghul z zasłoniętą twarzą
- Maila Nurmi – kobieta-ghul
- Criswell – narrator
- Conrad Brooks – policjant patrolujący Jamie #1
- Paul Marco – policjant patrolujący Jamie #2
- Ed Wood – mężczyzna z gazetą
- Johnny Duncan – Second Stretcher Bearer
- Gloria Dea – żałobnica
- Bill Ash – kapitan
- Karl Johnson – farmer Calder

Źródło: 

## Produkcja
W latach 50. XX wieku Ed Wood wyłożył 800 dolarów na produkcję jednego z wielu zaczętych projektów zatytułowanego Tomb of the Vampire. Rolę w nim miał zagrać węgierski aktor Béla Lugosi, dawniej gwiazda filmów grozy, obecnie żyjący w ubóstwie i bez perspektyw na udział w lepszej jakości filmach. Lugosi już wcześniej pracował z Woodem, z którym się zaprzyjaźnił, przy filmach Glen czy Glenda (1953) i Narzeczona potwora (1955). Wood, wiecznie ograniczony finansami miał świadomość, że obecność wciąż kojarzonego Lugosiego w kręconych filmach grozy zwiększy potencjał promocyjny, jak i zapewni większy dochód. Jednak w 1956 roku Lugosi zmarł tuż przed rozpoczęciem zdjęć do Tomb of the Vampire, a Wood zdążył jedynie nakręcić nieliczne nieme fragmenty Lugosiego ubranego w kostium Drakuli. Produkcja Tomb of the Vampire została anulowana, jednak Wood uznał że nagrane materiały mogą przydać się na przyszłość.
Kilka lat później Wood zdobył pieniądze od Kościoła Baptystów na produkcję kolejnego swego filmu Grave Robbers from Outer Space. Fabuła opowiadała o kosmitach chcących podbić Ziemię za pomocą ożywionych ciał zmarłych Ziemian. Wood wówczas wykorzystał materiał filmowy do Tomb of the Vampire, sądząc że Lugosi przejdzie jako jeden z aktorów wcielających się w żywe trupy. Brakujące sceny z udziałem Lugosiego Ed Wood uzupełnił przypadkowymi nagraniami archiwalnymi oraz dokręceniem jednej sceny z udziałem dublera. Film potem był opisywany jako ostatni wielki film Lugosiego.
Film był produkowany niemal bez budżetu. Samochód i mundury policyjne zostały wypożyczone z lokalnego posterunku z pomocą Tora Johnsona, którego syn Clay był oficerem policji. Sceny na cmentarzu nakręcono w Quality Studios i by ukryć widoczną taniość zastosowano mgłę i sztuczne drzewa. Aktorzy i statyści przychodzili na plan w swoich własnych ubraniach, a ludzie grający wampirów ubierali się w prywatne stroje. Dekoracje były wykonane samodzielnie. Przez lata uważano, że statki kosmiczne powstały w wyniku sklejenia dwóch papierowych talerzy lub kołpaków samochodowych. W rzeczywistości były to dziecięce modele przedstawiające UFO.